# Placówka Straży Granicznej w Grzechotkach
Placówka Straży Granicznej w Grzechotkach – graniczna jednostka organizacyjna polskiej straży granicznej realizująca zadania w ochronie granicy państwowej.

## Terytorialny zasięg działania
Od zachodniego brzegu rzeki Omaza (pomiędzy znakami granicznymi 2394-2395) do znaku granicznego nr 2357 .
Linia rozgraniczenia
1. z placówką Straży Granicznej w Górowie Iławeckim: wył. znak graniczny nr 2357, dalej granica gmin Lelkowo i Pieniężno oraz Górowo Iławeckie[2] .
2. z placówką Straży Granicznej w Braniewie: zachodnim brzegiem rzeki Omaza do drogi krajowej nr S 22, dalej droga S 22 (wył.) do mostu na rzece Banówka i dalej na południe wzdłuż zachodniego brzegu rzeki Banówka do granicy gminy Pieniężno, dalej granicą gmin Płoskinia i Pieniężno[2] .

Poza strefą nadgraniczną obejmuje powiaty: ostródzki, działdowski, nidzicki, z powiatu lidzbarskiego gminy: Orneta i Lubomino .

## Przejścia graniczne
- drogowe przejście graniczne Grzechotki-Mamonowo[3] .